# Bruce Fogle
Bruce Fogle, né le 17 février 1944 à Toronto, est un vétérinaire et écrivain canadien auteur de nombreux ouvrages sur les animaux domestiques et les voyages.

## Biographie
Bruce Fogle fait ses études vétérinaires au Ontario Veterinary College où il obtient son diplôme en 1970. Il part travailler à Londres la même année où il rencontrera sa femme, l'actrice britannique Julia Foster.
Bruce Fogle est un écrivain prolifique, ses thèmes de prédilection étant les soins et le dressage des chiens et chats.